# Вендриж
Ве́ндриж — посёлок в составе Вендорожского сельсовета Могилёвского района Могилёвской области Белоруссии.
Планировка состоит из криволинейной улицы, ориентированной почти широтно и застроенной преимущественно односторонне традиционными деревянными домами усадебного типа. На перекрёстке железной дороги и местной дороги размещено каменное строение железнодорожной станции.

## Географическое положение
Населённый пункт находится рядом с железнодорожной станцией на линии Могилёв—Осиповичи, в 30 км к юго-западу от Могилёва. Рельеф равнинный. На севере течёт река Живорезка (приток реки Лахва). Транспортные связи по местной дороге через деревни Новосёлки, Гуслище и далее по шоссе Могилёв—Бобруйск.

## Демография
В 2007 году — 15 домохозяйств, 42 жителя.

## История
Основан в начале 1920-х годов.
С 20 августа 1924 года до 26 июля 1930 года в Новосёлковском 2 сельсовете, который 21 августа 1925 года переименован в Гуслищенский сельсовет Могилёвского района Могилёвского округа.
С 20 февраля 1938 года в Могилёвской области. В 1930-е годы сельчане вступили в колхоз.
Во время Великой Отечественной войны с июля 1941 года до 27 июня 1944 года оккупирован немецко-фашистскими захватчиками.
С 26 июня 1954 года в Вендорожском сельсовете.
В 1990 году 13 хозяйств, 39 жителей, в составе совхоза «Вендорож» (центр — деревня Вендорож).
В 2007 году работал магазин.